# Estação de Woody Bay

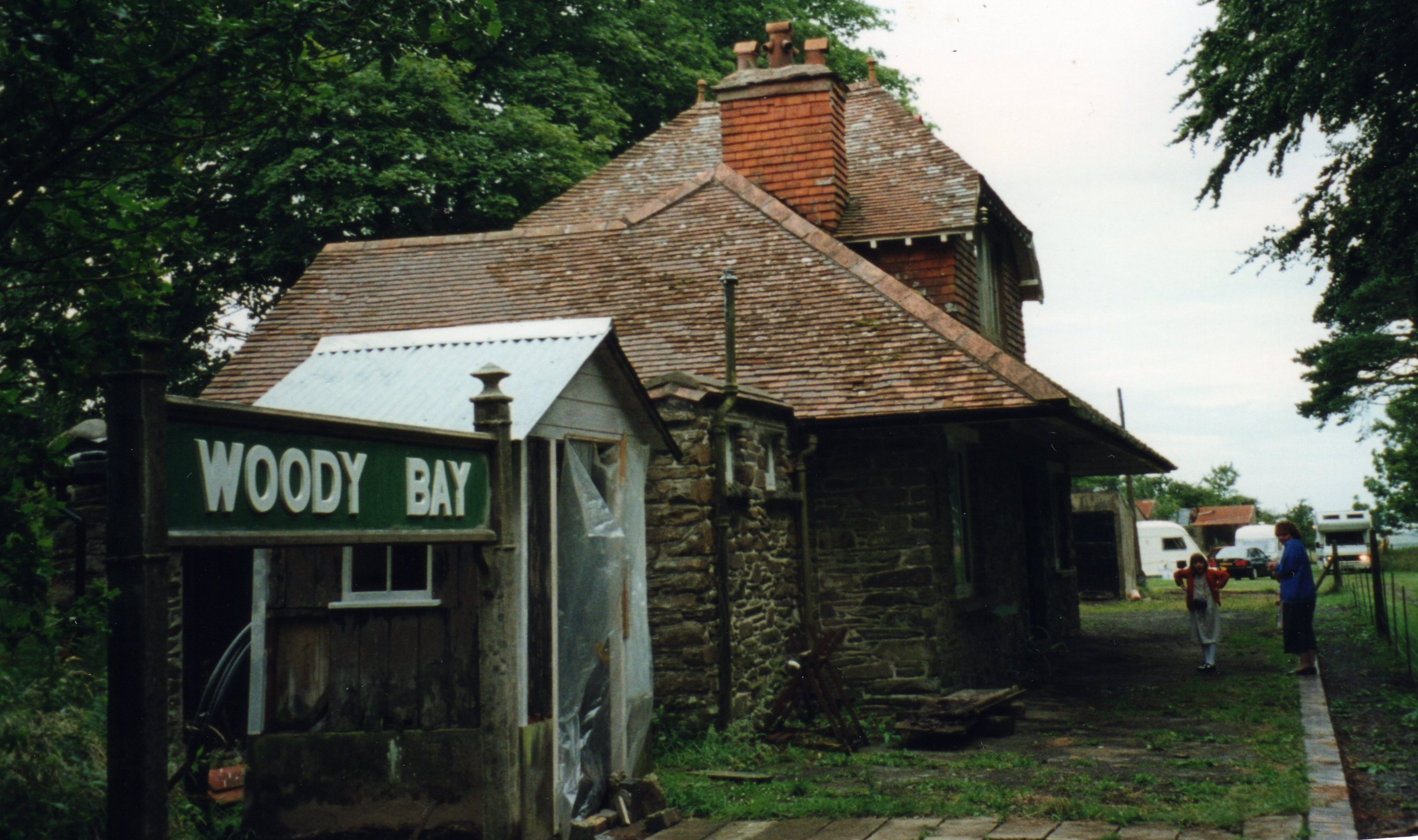

A Estação de Woody Bay é uma estação de trens turísticos localizada no interior do Parque Nacional de Exmoor, ao norte de Devon, Inglaterra. Ela foi inaugurada pela Lynton and Barnstaple Railway, uma ferrovia que ligava as localidades de Barnstaple e Lynton/Lynmouth. Está situada afastada da costa, à 2 km da baía que lhe dá nome.
Foi aberta com a linha (como Wooda Bay, até o nome ser alterado em 1901) em 7 de março de 1898, e fechada para operações comerciais em 29 de setembro de 1935. De 1923 até seu fechamento, a linha foi operada pela Southern Railway.
Com a aquisição pela Lynton and Barnstaple Railway Company Limited em 1995, a restauração da estação teve início, e foi reaberta como Centro de Visitantes em 2003. Atualmente opera um trem turístico até a parada de Killington Lane.